# Maria Barbara Amaro
Maria Barbara Kernebeis Amaro é uma jogadora brasileira de polo aquático, integrante da seleção nacional que disputou o Campeonato Mundial de Esportes Aquáticos de 2011 em Xangai, na China.
E hoje é auxiliar técnica na ABDA em Bauru (sp)